# Siège de la Crête-à-Pierrot
Révolution haïtienne
Batailles
Insurrections (1791-1793)
- Bois-Caïman
- Croix-des-Bouquets
- Morne Pelé
- 1re La Tannerie
- Port-au-Prince
- Le Cap-français

Interventions espagnoles et britanniques (1793-1798)
- 2e La Tannerie
- Marmelade
- Saint-Michel-de-l'Attalaye
- Ennery
- 3e La Tannerie
- Fort-Dauphin
- 1re Tiburon
- L'Acul
- La Bombarde
- 2e Tiburon
- Les Gonaïves
- Port-Républicain
- 1re Dondon
- Massacre de Fort-Dauphin
- Saint-Marc
- Léogane
- Saint-Raphaël
- Trutier
- 3e Tiburon
- 1re Verrettes
- Grande-Rivière
- Mirebalais
- Las Cahobas
- 2e Verrettes
- Petite-Rivière
- 2e Dondon
- 1re Les Irois
- Jean-Rabel
- 2e Les Irois

Guerre des couteaux (1799-1800)
- Jacmel

Expédition de Saint-Domingue (1802-1803)
- La Ravine-à-Couleuvres
- Kellola
- Plaisance
- La Crête à Pierrot
- Noyades du Cap-Français
- Port-au-Prince
- Vertières
- Massacres de 1804 en Haïti

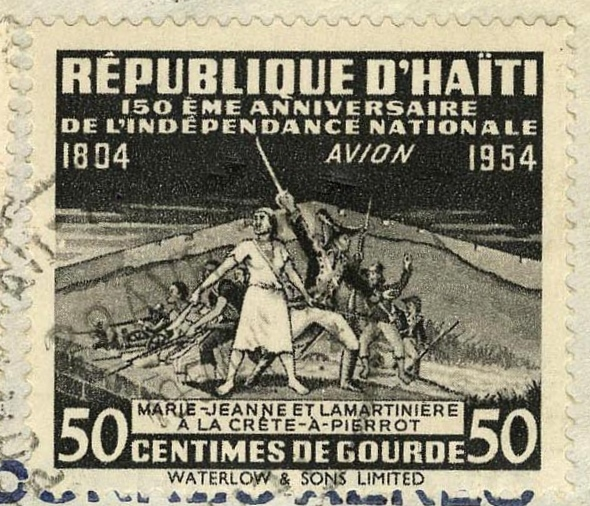
Timbre poste haïtien représentant Louis Daure Lamartinière et sa femme, Marie-Jeanne Lamartinière défendant le fort de la Crête à Pierrot.

Le siège de la Crête-à-Pierrot se déroula du 4 au 24 mars 1802, pendant l'expédition de Saint-Domingue au cours de la révolution haïtienne.

## Prélude
Le 28 février, Toussaint Louverture quittait le fort et en laissait le commandement à Jean-Jacques Dessalines qui fit réparer les murs du fort et creuser des tranchées. Le fort disposait de 600 à 700 hommes commandés par Jean-Jacques Dessalines, plus tard renforcés par 500 hommes commandés par le chef de brigade Louis Daure Lamartinière. Le 1er mars, Dessalines fit exécuter tous les Blancs de Petite Rivière ainsi que les prisonniers pris dans la plaine du Cul-de-Sac, seuls le médecin naturaliste Michel Étienne Descourtilz et les musiciens de l'orchestre de Toussaint furent épargnés. Dessalines se mit ensuite en marche avec l'intention d'incendier la ville de Mirebalais.

## Bataille de La Crête à Pierrot
Le 4 mars, l'avant-garde française forte de 2 000 hommes commandée par le général Debelle atteignait le fort de la Crête à Pierrot. À la vue des blancs massacrés, les Français, furieux, passèrent aussitôt à l'attaque, bien que n'étant à ce moment que 300. Les hommes de Lamartinière se jetèrent dans les tranchées et bombardèrent les Français avec leur artillerie, puis les cavaliers de la garde d'honneur de Toussaint firent une contre-attaque qui mit les Français en fuite. 400 d'entre eux furent tués ou blessés, et le général Debelle fut grièvement blessé.
Pendant ce temps, le général Dessalines, poursuivi par Donatien de Rochambeau, faisait marche dans les montagnes de Grand Cahos, massacrant de nombreux colons français. Le 4 mars, le général Boudet reprenait Mirebalais, incendiée. Puis, le 9 mars, il s'empara de Verrettes, où 800 civils blancs avaient été massacrés. Le 11 mars Dessalines regagnait le fort et exhorta ses troupes : « Je ne veux garder avec moi que les plus braves. Nous serons attaqués ce matin. Que ceux qui veulent redevenir esclaves des Français sortent du fort ; et que se rangent autour de moi ceux qui veulent mourir en hommes libres. » Personne ne réagit. Dessalines, la torche à la main, menaça également de faire sauter le dépôt de munitions si les soldats français parvenaient à entrer dans le fort.

## Deuxième assaut
Le 12 mars, un nouvel assaut sur le fort, mené par le capitaine général Leclerc, échoua également. La brigade Boudet perdit 480 hommes tués ou blessés ; celle de Dugua, 200 à 300 hommes. Les trois généraux avaient en outre été blessés : Leclerc avait été touché à l'entrejambe, Dugua avait été atteint mortellement de deux balles et Boudet  avait été blessé au talon.Lacroix restait à ce moment le seul général valide ; il décida d'opérer des missions de reconnaissance avant d'opérer une nouvelle attaque de grande envergure, cependant ses troupes étaient constamment harcelées par des ouvriers agricoles embusqués. Après ce combat, Dessalines, quitta le fort et se rendit à Plassac afin d'y chercher des munitions, mais arrivé sur les lieux, il constata que le dépôt avait été incendié par les hommes du général Boudet.
Le 22 mars, une autre tentative de Rochambeau contre les redoutes fortifiées du fort, défendues par 200 hommes commandés par Lamartinière, échoua à nouveau et coûta 300 hommes aux Français. Le général Lacroix écrivit : « Ainsi, la Crête à Pierrot, dans laquelle il n'existait que mille à douze cents hommes combattants, nous en avait déjà coûté plus de quinze cents. » De plus les soldats français étaient étonné par le comportement d'une femme qui exhortait, du haut des remparts, ses frères d'armes à continuer le combat. Cette femme s'appelait Marie-Jeanne Lamartinière, elle était l'épouse du commandant du fort Louis Daure Lamartinière. « Vêtue d'un costume genre mamelouk, elle portait un fusil en bandoulière et un sabre d'abordage attaché à un ceinturon d'acier. Une sorte de bonnet emprisonnait son opulente chevelure dont les mèches rebelles débordaient de la coiffure. Sous la pluie des projectiles, Marie-Jeanne allait d'un bout à l'autre des remparts, tantôt distribuant des cartouches, tantôt aidant à charger les canons. Et lorsque l'action devenait plus vive, crânement elle se précipitait au premier rang des soldats et jouait de la carabine avec un entrain endiablé ».

## Blocus du fort
Tous les assauts ayant échoué, les Français se résolurent à faire le blocus et pendant trois jours et trois nuits, bombardèrent le fort à tirs de mortier. À l'intérieur la situation des rebelles était cependant très difficile, ils avaient 500 hommes tués ou blessés sur 900. Présent dans le fort, le médecin Descourtilz rapporte :

« Les hommes manquant d'eau et de nourriture, avec une chaleur accablante, mâchaient des balles de plomb dans l'espoir d'étancher une soif insupportable. Ils provoquaient par cette trituration une salive bourbeuse qu'ils trouvaient encore délicieuse à avaler. »

## Évacuation du fort
Le 23 mars, Dessalines attaqua les troupes du général Hardy à Morne Nolo afin de rejoindre les assiégés, mais fut repoussé avec perte de 100 hommes tués. Le 24 mars, les assiégés, à bout, décidèrent d'évacuer le fort. Menés par Lamartinière, ils effectuèrent une sortie de nuit et parvinrent à percer les lignes françaises qui encerclaient le fort. Le général Lacroix rapporte :

« La retraite, qu'osa concevoir et exécuter le commandant de la Crête à Pierrot, est un fait d'armes remarquable. Nous entourions son poste au nombre de douze mille hommes ; il se sauva, ne perdit pas la moitié de sa garnison, et ne nous laissa que ses morts et ses blessés. Cet homme, le chef de brigade Lamartinière, était un quarteron à qui la nature a donné une âme de la plus forte trempe. Nos pertes avaient été si considérables qu'elles affligèrent vivement le capitaine général ; il nous engagea par politique à les pallier, comme il les palliait lui-même dans ses rapports officiels. »

Les Français s'emparèrent ensuite du fort, le général Lacroix rapporte : 

« Pendant que nous opérions l'investissement du fort, la musique des ennemis faisait entendre les airs patriotiques adaptés à la gloire de la France. Malgré l'indignation qu'excitaient les atrocités des noirs, ces airs produisaient également un sentiment pénible. Les regards de nos soldats interrogeaient les nôtres, ils avaient l'air de nous dire : « Nos barbares ennemis auraient-ils raison ? Ne serions-nous plus les soldats de la République ? Serions-nous les instruments serviles de la politique ? ». »

Les rebelles blessés furent massacrés sur ordre du général Rochambeau. Toussaint, arrivé trop tard pour rejoindre les assiégés, rejoignit Dessalines sur les pentes Morne Calvaire, puis ils se replièrent sur la plantation Chassériau, près de Grands Fonds dans les montagnes du Petit Cahos. Les Français regagnèrent Port-au-Prince, le général Lacroix fit marcher ses hommes en formation carrée au centre évidé pour que les habitants ne s'aperçoivent pas de l'importance des pertes françaises.

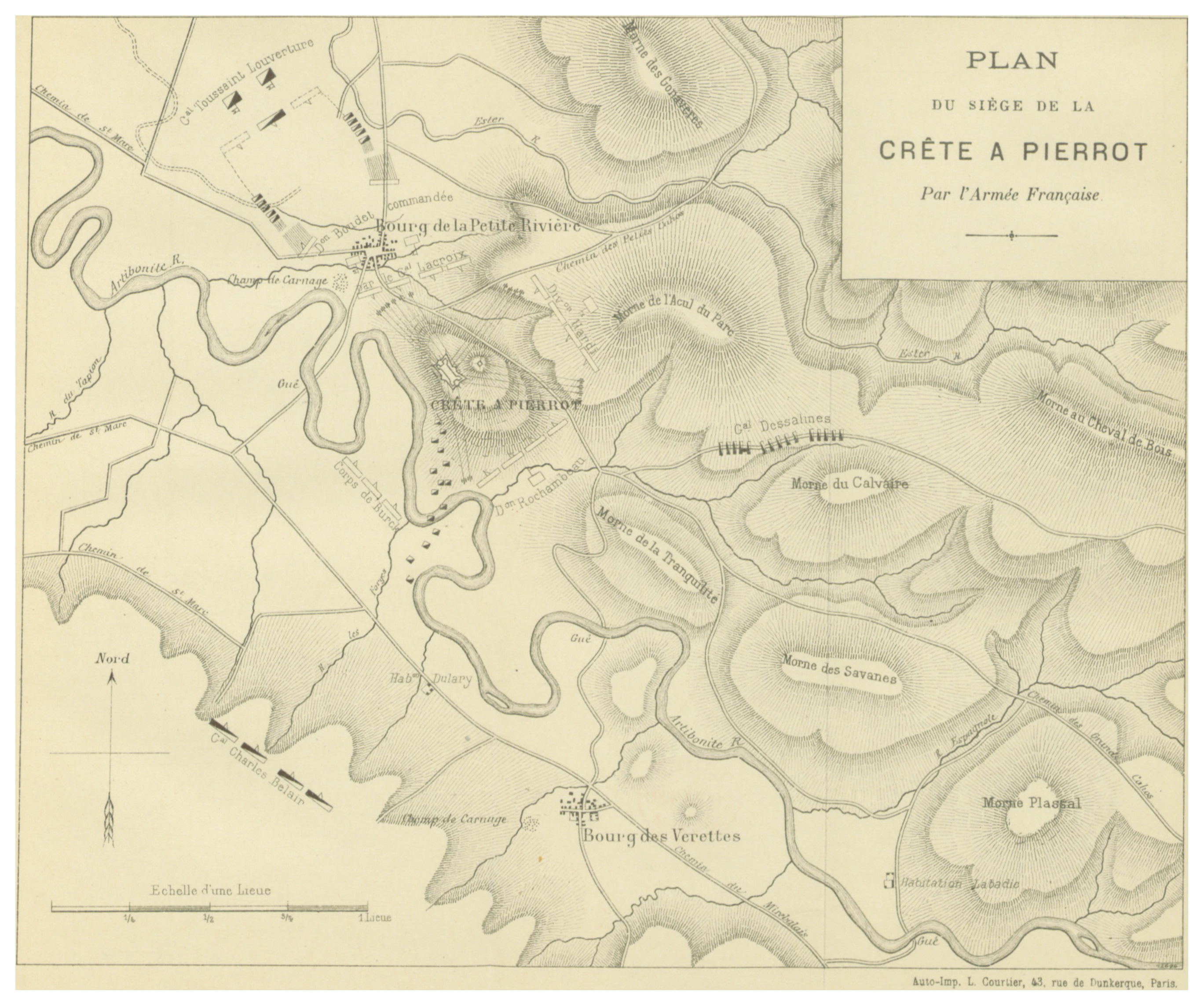
Plan du siège de la Crête à Pierrot